# Jan Żabiński
Jan Żabiński, né le 8 avril 1897 à Varsovie, mort le 26 juillet 1974 à Varsovie, est un zoologue et physiologiste polonais, résistant, militaire du Armia Krajowa.

## Biographie
De 1929 à 1951, il est directeur du zoo de Varsovie.
Durant l’occupation allemande, avec son épouse Antonina (pl) (1908-1971), il cache des Juifs rescapés du Ghetto de Varsovie sur le terrain du zoo.
Ils sont honorés en 1968 par le Yad Vashem.

## Pour approfondir